# Michael Coats
Michael Lloyd Coats, född 16 januari 1946 i Sacramento, är en amerikansk astronaut uttagen i astronautgrupp 8 den 16 januari 1978.

## Rymdfärder
- STS-41-D
- STS-29
- STS-39